# Isla Anaho
Isla Anaho (en inglés: Anaho Island) es una isla en el lago Pirámide (Pyramid Lake), Nevada, Estados Unidos, en la Reserva India de Pyramid Lake. Se encuentra en la parte sureste del lago, a unos seis kilómetros al este de la comunidad de Sutcliffe. En la isla se ubica el Refugio Nacional de Vida Silvestre Isla Anaho, que protege una colonia de pelícanos blancos, una de los dos mayores colonias de pelícanos en el oeste de los Estados Unidos. Está deshabitada por los seres humanos.
El acceso a la isla es muy restringido, no se permiten embarcaciones a menos de 500 pies (150 m) de las costas. Anaho tiene un poco más de una milla de largo de norte a sur y de este a oeste en su punto más ancho, y abarca 634.43 acres (2,567 kilómetros ²). Esta isla rocosa tiene también colonias de gaviotas de California, golondrinas del mar Caspio, cormoranes de doble cresta, grandes garzas azules, Negras, garzas nocturnas, y garzas blancas.